# Bukoba (MC)
Bukoba (MC) (auch Bukoba Mjini  genannt) ist ein Distrikt in der Region Kagera in Nordwesten von Tansania. Er liegt an der Westküste des Victoriasees und ist im Norden, Westen und Süden vom Distrikt Bukoba umschlossen.

## Geographie
Bukoba (MC) hat eine Fläche von 105 Quadratkilometer, wovon 83 Quadratkilometer Festland sind, 22 Quadratkilometer entfallen auf den Victoriasee. Die Einwohnerzahl lag bei der Volkszählung 2022 bei 144.938. Der Großteil des Distrikts mit der Stadt Bukoba liegt in einem Becken 1150 Meter über dem Meer. Umgeben ist es von Steilhängen, die zwischen den Felsen mit Kaffee- und Bananensträuchern bewachsen sind. Die Entwässerung erfolgt über die Flüsse Kanoni und Kagemu, die beide in den Victoriasee münden.
Das Klima in Bukoba ist tropisch. Es regnet das ganze Jahr, durchschnittlich fallen jährlich 1477 Millimeter Niederschlag. Am trockensten sind die Monate Juni und Juli. Die Durchschnittstemperatur schwankt nur wenig von 21,3 Grad Celsius im Juli bis 22,6 Grad im Februar.

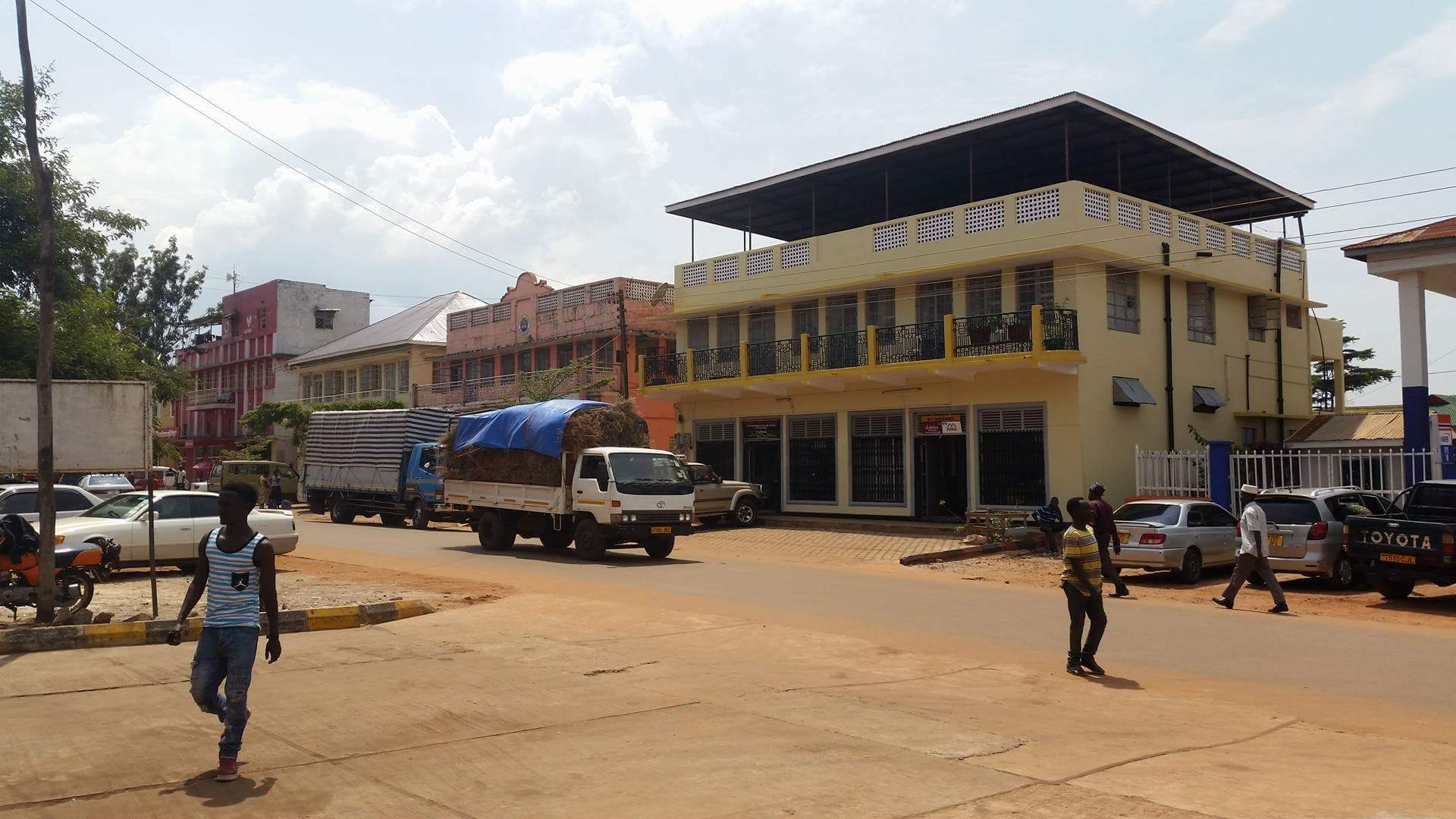
Straßenszene in Bukoba

## Geschichte
Bukoba war schon zur Zeit der britischen Kolonialregierung ein Verwaltungszentrum. Bis zur Unabhängigkeit 1961 war Bukoba eine Kleinstadt, die von Bauernhöfen mit Kaffee- und Bananenplantagen umgeben war. Das starke Wachstum danach führte zur Zerstörung dieser Grünzonen. Im Jahr 2005 wurde Bukoba zum Municipal Council (MC) erhoben.

## Verwaltungsgliederung
Bukoba (MC) besteht aus dem einen Wahlkreis (Jimbo) Bukoba Mjini und 14 Bezirken (Kata):
- Hamugembe
- Buhembe
- Bilele
- Bakoba
- Kahororo
- Ijuganyondo
- Kagondo
- Kashai
- Kitendaguro
- Kibeta
- Nshambya
- Miembeni
- Nyanga
- Rwamishenye

## Bevölkerung
Die größte Ethnie im Distrikt sind die Haya. Die Einwohnerzahl stieg von 46.503 im Jahr 1988 auf 80.868 bei der Volkszählung 2002, weiter auf 128.796 im Jahr 2012 und erreichte 144.938 im Jahr 2022.
Bevölkerungsentwicklung:
| Volkszählung | Einwohner |
| ------------ | --------- |
| 1988         | 46.503    |
| 2002         | 80.868    |
| 2012         | 128.796   |
| 2022         | 144.938   |

## Einrichtungen und Dienstleistungen
- Bildung: Im Distrikt befinden sich 42 Grundschulen und 31 weiterführende Schulen.[10]
- Gesundheit: Für die medizinische Betreuung der Bevölkerung sorgen 1 Krankenhaus, 5 Gesundheitszentren und 14 Apotheken.[11]
- Wasser: Im Jahr 2012 hatten 65 Prozent der Haushalte Zugang zu sauberem Wasser.[12]
- Energie: Rund 54 Prozent der Haushalte benutzten 2012 Strom für die Beleuchtung, für das Kochen waren Holzkohle (70 %) und Holz (23 %) die wichtigsten Energiequellen.[12]

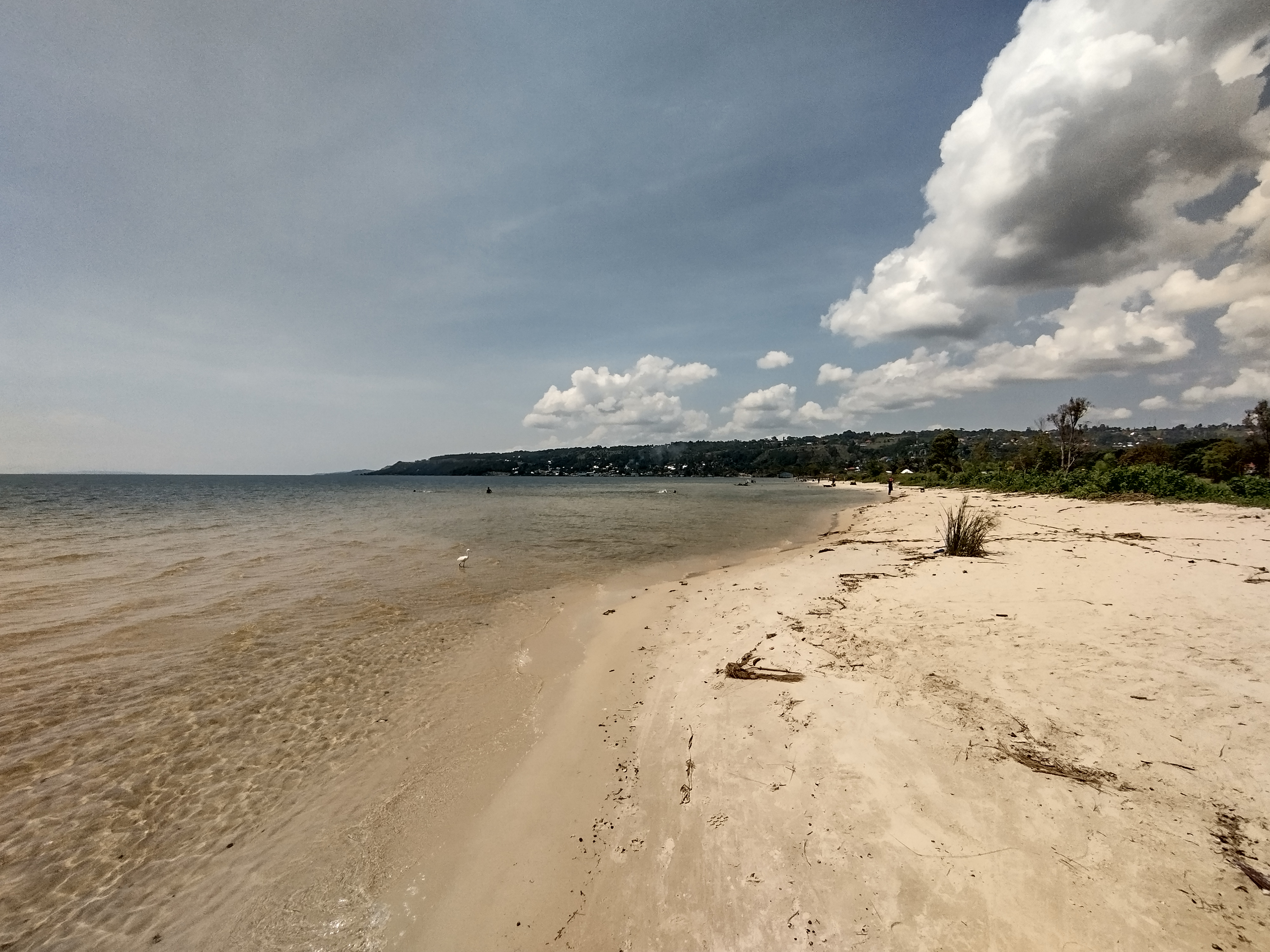
Strand am Victoriasee

## Wirtschaft und Infrastruktur
- Landwirtschaft: Trotz des städtischen Charakters ist die Landwirtschaft ein wichtiger Wirtschaftszweig im Distrikt. Für den Eigenbedarf werden überwiegend Getreide. Bananen, Mais, Süßkartoffeln, Maniok und Yamswurzeln angebaut, für den Verkauf wird vor allem Kaffee kultiviert.[13]
- Fischerei: Im Jahr 2015 wurden 215 Fischereilizenzen ausgestellt. Mit mehr als 100 Schiffen wurden 1.800 Tonnen Fisch im Victoriasee gefangen.[14]
- Industrie: Im städtischen Bereich ist der Produktionssektor der größte Arbeitgeber. Die wichtigsten Zweige sind die Holzverarbeitung und die Verarbeitung landwirtschaftlicher Produkte.[15]
- Tourismus: Im Distrikt befinden sich 18 Hotels und 133 Pensionen. Die Hauptattraktion ist die Küste des Victoriasees.[16]
- Straße: Die wichtigste Straßenverbindung ist die asphaltierte Nationalstraße T4, die von Süden den Victoriasee entlang führend, bei Bukoba nach Westen abbiegt.[17]
- Flughafen: Der 1940 errichtete Flughafen wurde 2009 modernisiert und ausgebaut.[18] Precision Air und Air Tanzania bieten Flüge nach Mwanza und Daressalam an.[19] Im Jahr 2015 wurden 16.000 Passagiere und 2.400 Tonnen Fracht abgefertigt,[20] 2018 landeten 52.000 Passagiere.[21]
- Hafen: Der Hafen Bukoba ist nach Mwanza der zweitgrößte tansanische Hafen am Victoriasee.[22]

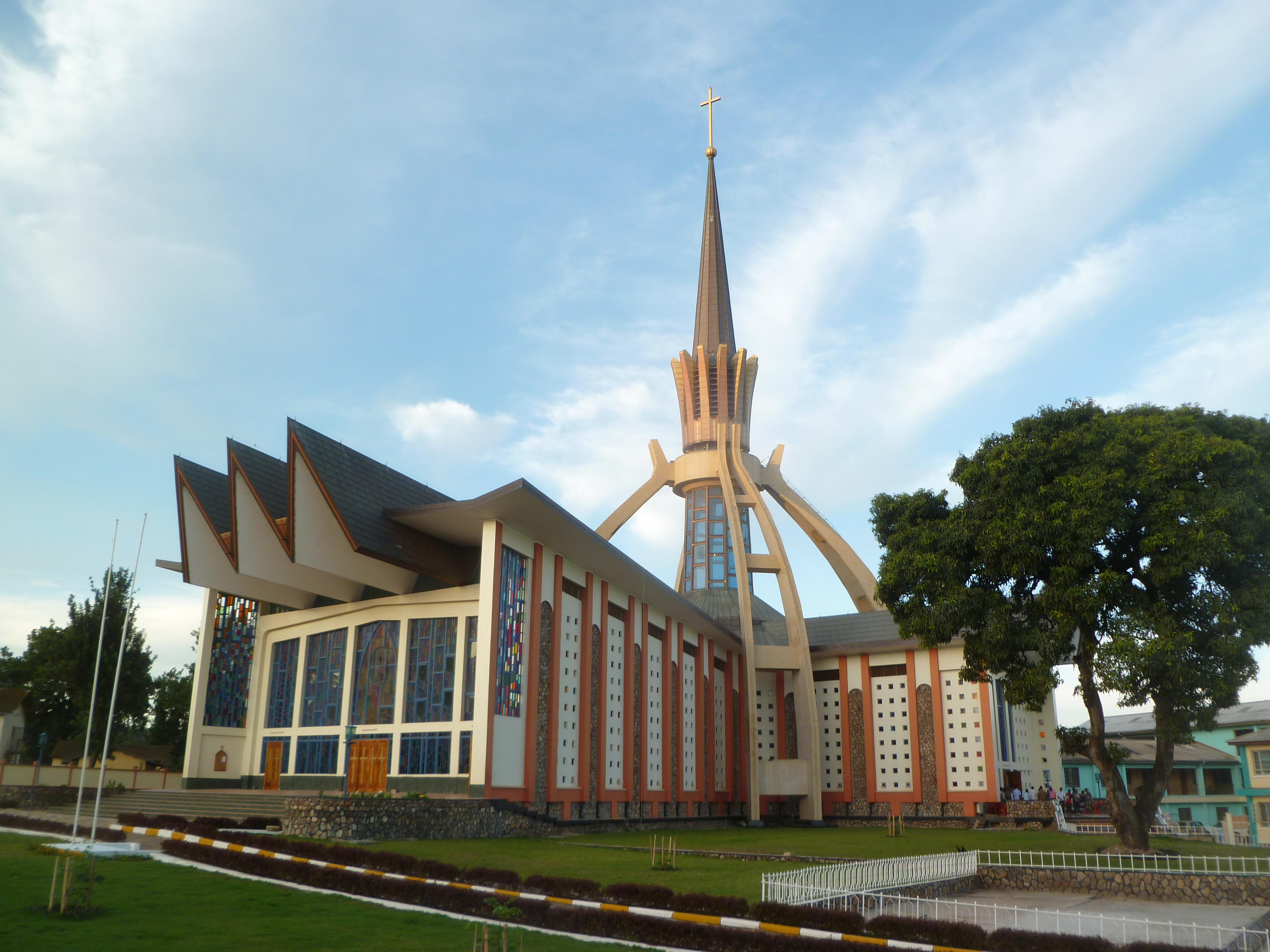
Kirche Mater Misericordiae

## Sonstiges
- Religion: Bukoba ist Sitz sowohl eines römisch-katholischen als auch eines orthodoxen Bischofs.[23][24]